# Continuo dialectal

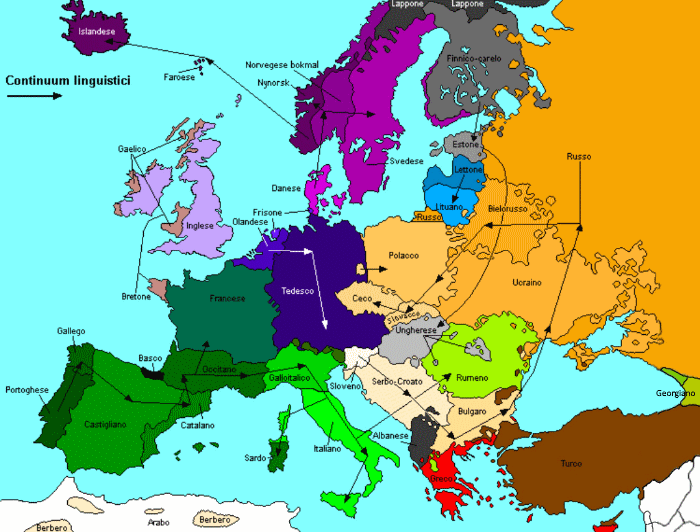
Los continuos dialectales más importantes de Europa. Los colores parecidos indican lenguas que pertenecen al mismo continuo dialectal. Las flechas indican las direcciones de continuidad.
----
Lenguas romances
Lenguas germánicas occidentales
Lenguas nórdicas
Lenguas eslavas

Un continuo dialectal, contínuum geolectal o complejo dialectal, es un conjunto de variedades lingüísticas habladas en territorios colindantes, con diferencias ligeras en las zonas contiguas y con inteligibilidad mutua que decrece a medida que aumenta la distancia, llegando incluso a desaparecer. De esta manera, dos lenguas aceptadas como diferentes pueden tener entre sí un conjunto de dialectos intermedios sin perderse en ningún caso la inteligibilidad sucesiva. Un continuo dialectal puede desaparecer al fragmentarse por la extinción dialectal, consecuencia del reforzamiento de una o varias lenguas estándar.

## Introducción
Una manera de formalizar qué constituye un complejo dialectal, es que dentro de un conjunto de dialectos geográficos podamos construir una cadena lingüística de variedades V1, V2, ..., Vn, tales que:
1. Cada par de variedades en la cadena anterior sea geográficamente adyacente, es decir, para cualquier k el territorio de la variedad Vk es adyacente al territorio de la variedad Vk+1.
2. Exista una alta inteligibilidad mutua entre cada par de variedades vecinas, es decir, que exista un alto grado de inteligibilidad entre Vk y Vk+1, para todo k.
3. La integibilidad mutua entre V1 y Vn sea baja o inexistente.

Debe tenerse en cuenta que aunque el criterio de inteligibilidad idealmente debería poder ayudarnos a diferenciar las variedades de una lengua de las variedades de otra lengua diferente, en la definición usual de lengua existen condicionantes extralingüísticas diferente de la inteligibilidad mutua. Esto puede verse considerando un par de ejemplos dentro de las lenguas germánicas. Por un lado, el danés, el sueco y el noruego son mutuamente inteligibles, aunque por factores sociopolíticos se considera que son idiomas diferentes. Por otro lado, varias de las variedades rurales etiquetadas como "alemán" son inteligibles para hablantes de variedades de "neerlandés" pero no para hablantes de otras variedades de alemán.

## Crítica
El tratamiento espacial de los procesos lingüísticos a través de la delimitación geográfica de un continuum dialectal venía siendo una idea común en la filología clásica. Se pretendía ingenuamente vincular la inteligibilidad de la lengua al solo hecho del distanciamiento espacial, mediante un tratamiento diacrónico lineal de la evolución de las lenguas. Actualmente, el empleo de estos esquemas suele ponerse en tela de juicio por partir del presupuesto de la existencia de comunidades lingüísticas homogéneas, lo que en realidad no siempre se da. La lingüística moderna ha puesto de manifiesto el carácter discontinuo de la transmisión de los procesos lingüísticos. La evolución de aquellos vendría condicionado por dos factores: las situaciones de diglosia y bilingüismo por razón de la convivencia de comunidades lingüísticas heterogéneas (criollización) y la periodificación, en el que comunidades culturalmente homogéneas, se vuelven sobre sí mismas, al ponerse en peligro la propia existencia de la comunidad lingüística, o se confunden con otras por razón del predominio económico o político de una comunidad sobre la otra. Esta última idea es el principal argumento dado por Banniard para explicar el proceso de fragmentación de las lenguas romances, en el que la evolución natural de la lengua latina, relativamente estable en un momento dado, (continuum dialectal), se vería sometida a una serie de fenómenos extraordinarios que pondrían en riesgo la propia integridad de las diversas comunidades lingüísticas, invasiones, retroceso demográfico, situaciones de dominio político, traslado y aislamiento de conjuntos poblacionales... esto daría lugar a la aparición de una serie de soluciones que irrumpen en su evolución natural y determinaría la creación de universos isla o situaciones particularizadas. En estos contextos se rompería la evolución lineal de la lengua al quedar interrumpida la mutua interferencia de los procesos lingüísticos.
Desde el punto de vista fonético, hoy se sabe que los cambios fonéticos presentes en todas las lenguas muestran una regularidad indudable, pero siempre que se den dentro de unos límites geográficos y temporales homogéneos. Esta relativa regularidad observada primero en la comparación de las lenguas indoeuropeas antiguas, y después en algunos grupos modernos especialmente el germánico y el latino, dio lugar a la exposición de principios fonéticos universales, las llamadas leyes fonéticas. Estos principios universales fueron expuestos a una profunda crítica por el estructuralismo. La investigación lingüística moderna parte de una formulación relativizada de los procesos lingüísticos, que se asienta en la siguiente formulación: "fonemas iguales de palabras diferentes, evolucionarán en una dirección determinada siempre que se hallen expuestos a las mismas condiciones" (Ley de Leskien). Este principio postula la existencia de unas tendencias humanas universales, cuyos resultados divergentes hay que atribuir a la diversidad de circunstancias fundamentalmente a la base articulatoria, el acento, la posición en la sílaba, en la palabra y en el grupo fonético.
Según Gili Gaya estas tendencias podrían reducirse al siguiente esquema:
- Ley del menor esfuerzo que relaja, desgasta y pierde los sonidos (procesos fonéticos de elisión, lenición y metátesis).
- Necesidad de ser comprendido que crea diferenciaciones para mantener o reforzar la claridad del signo (diferenciación).
- Analogía que trata de unificar el sistema en función de su coherencia interna (asimilación).
- Imitación de modelos lingüísticos (disimilación).

Pues bien estos procesos presentan un distinto carácter dependiendo de la comunicabilidad de los procesos lingüísticos, debiéndose tener presente en concreto si la comunidad está en expansión o en regresión o si la comunicabilidad de estos procesos es mutua (bilingüismo) o es unidireccional (diglosia). 
La expansión de una lengua como el inglés en nuestros días o el latín en la Edad Antigua determinaron una tendencia al incremento de los procesos erosivos de la lengua, mediante una relajación y/o expansión de la ley fonética común que le permitiese llegar al mayor número de interlocutores. Frente a este desgaste, la lengua, sin embargo, mantendrá un relativo equilibrio (inteligibilidad) pese a las tendencias centrífugas, atendido el mayor número de los procesos comunicativos. Esta expansión, sin embargo, puede llegar a colapsarse, dando lugar a una rápida fragmentación, cuando como consecuencia de situaciones catastróficas la comunicabilidad decrece drásticamente, produciéndose entonces una rápida fragmentación de la lengua.
En el supuesto de lenguas en proceso de regresión, la reacción del hablante dependerá de su contexto social y de la mayor o menor integridad del grupo. Si nos encontramos ante un grupo cerrado que tienda aislarse ante una intromisión extraña lo normal será que se tienda a oscurecer de la pronunciación rompiendo la inteligibilidad del grupo con las comunidades con las que hasta entonces estaba vinculado. Sin embargo, cuando el contexto social queda sometido a una relación de subordinación, pensemos en situaciones de diglosia, la tendencia será la de reforzar la pronunciación para conseguir comunicarse de la mejor manera posible.

## Ejemplos

Las distintas variedades del árabe, que pueden llegar a ser de difícil inteligibilidad entre sí, forman un continuo dialectal.

Península ibérica en 1210, donde las lenguas romances que se hablaban en los reinos cristianos al norte formaban un continuo dialectal iberorromance.

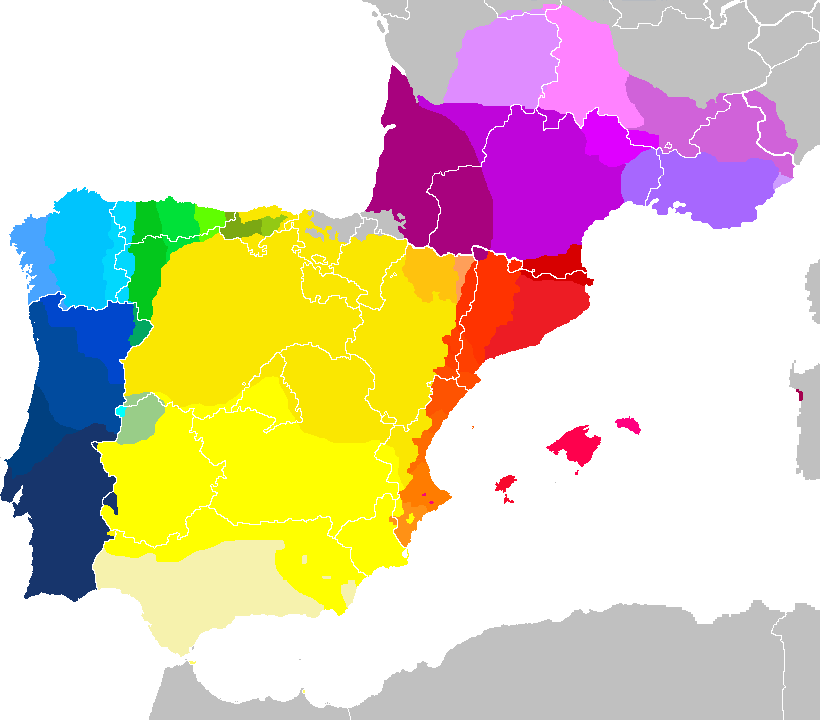
Continuo de lenguas y dialectos iberorromances en la actualidad.

- Las variedades de alemán y neerlandés formaban hasta principios del siglo XX un contínuum geolectal. Así, los muchos dialectos etiquetados usualmente como formas de alemán, neerlandés o afrikáans forman un único continuo dialectal con tres estándares literarios reconocidos. Aunque el neerlandés y el alemán no son mutuamente inteligibles, hay numerosos dialectos de transición que sí lo son. De acuerdo con el paradigma Ausbausprache - Abstandsprache - Dachsprache, estos dialectos pueden considerarse Abstandsprachen, es decir, "lenguajes autónomos". Sin embargo, pueden verse también como dialectos de una única lengua, asumiendo la existencia de una lengua estándar común a través de la cual sea posible la comunicación. Tal situación se denomina diglosia.
- Aunque más modernamente los dialectos intermedios que permiten construir la cadena lingüística tienden a la desaparición, las lenguas romances de Portugal, España, Francia e Italia han sido propuestas como ejemplo de contínuum geolectal. Sin embargo, para seguir la cadena de dialectos mutuamente inteligibles no sirve cualquier camino. Entre Portugal y Francia, la cadena de dialectos ha de pasar, necesariamente por el gallego, por el dominio lingüístico asturleonés en sus tres dialectos: occidental, central y oriental, por el cántabro, y más adelante por la zona del castellano, pasando a la del aragonés y la del catalán, que conecta con el área del occitano.
- Lenguas túrquicas.
- Lenguas indoiranias.
- Las variedades del idioma árabe.
- Las lenguas siníticas o dialectos chinos.
- El continuun macedonio-serbocroata-esloveno.
- Las lenguas esquimales forman una cadena dialectal a lo largo del ártico canadiense, en la que cada variedad es altamente comprensible con las variedades cercanas situadas en general al este y al oeste, pero en las que variedades extremas como el inupiatum de Alaska no es comprensible con el Nunatsiavummiutut del Norte de Labrador, a pesar de que existe inteligibilidad de estas variedades con otras intermedias.
- El paiute meridional engloba a un conjunto de dialectos que forman, en realidad, por un conjunto de dialectos de la familia utoazteca que forman un complejo dialectal.
- El mixteco.
- El cri entre las lenguas algonquinas.

## Otroscontinuos
A veces, la definición geográfica de contínuum geolectal se ha extendido a otros contextos como, por ejemplo, las variedades diastráticas o variantes sociales. Con eso se logra definir un continuo sociolectal.
Ejemplos de continuos sociolectales serían:
- El que se da en muchas lenguas criollas carentes de prestigio y la lengua relacionada más prestigiosa.
- El que se da entre el idioma inglés y el ebonics de los afroestadounidenses.  Algunos hablantes pueden recorrer con facilidad el continuo en función del tema y el contexto.